# Virelai (musik)
 For alternative betydninger, se Virelai. (Se også artikler, som begynder med Virelai)
Virelai (af oldfransk virer, "dreje" eller "bøje") er en danse- og kærlighedssangform fra middelalderen. Fra omkring 1450 blev virelai også brugt om en digtform uden musik.
Ved siden af ballade og rondeau var virelai en af de tre formes fixes ("faste former") i oldfransk lyrik. Formen er ganske fri, da strofernes antal og længde ikke var fastlagt, men oftest var det bare to rim.
Fra 1200- til 1400-tallet var virelai en af de mest brugte sangformer. Guillaume de Machaut var en af mestrene, og 33 af hans virelais er bevaret. En af de ældste kendte virelais er af Jehannot de Lescurel (død 1304), mens Guillaume Dufay (død 1474) er af de sidste som skrev virelais.
Den spanske villancico er pendant til virelai.

## Eksempel
Douce Dame Jolie af Guillaume de Machaut
Douce dame jolie,
Pour dieu ne pensés mie
Que nulle ait signorie
Seur moy fors vous seulement.
Qu'adès sans tricherie
Chierie
Vous ay et humblement
Tous les jours de ma vie
Servie
Sans villain pensement.
Helas! et je mendie
D'esperance et d'aïe;
Dont ma joie est fenie,
Se pité ne vous en prent.
Douce dame jolie,
Pour dieu ne pensés mie
Que nulle ait signorie
Seur moy fors vous seulement.